# SC Internacional
A Sport Club Internacional Porto Alegre Porto Alegre városában működő brazil labdarúgóklub. Az élvonal tagja, történetük során eddig három bajnoki címet szereztek. 2006-ban megnyerte a FIFA-klubvilágbajnokságot.

## Sikerek
- 3-szoros bajnok: 1975, 1976, 1979
- 1-szeres kupagyőztes:  1992

### Állami
- 45-szörös Gaúcho bajnok: 1927, 1934, 1940, 1941, 1942, 1943, 1944, 1945, 1947, 1948, 1950, 1951, 1952, 1953, 1955, 1961, 1969, 1970, 1971, 1972, 1973, 1974, 1975, 1976, 1978, 1981, 1982, 1983, 1984, 1991, 1992, 1994, 1997, 2002, 2003, 2004, 2005, 2008, 2009, 2011, 2012, 2013, 2014, 2015, 2016

### Nemzetközi
- 1-szeres Interkontinentális kupa győztes: 2006
- 2-szeres Libertadores-kupa győztes: 2006, 2010
- 1-szeres Copa Sudamericana győztes: 2008
- 2-szeres Recopa Sudamericana győztes: 2007, 2011

## Jelenlegi keret
2015-től
| #  |     | Poszt | Név                 |
| -- | --- | ----- | ------------------- |
| 13 | BRA | K     | Agenor              |
| 22 | BRA | K     | Alisson Becker      |
| 30 | BRA | K     | Muriel              |
| —  | BRA | K     | Jacsson             |
| 4  | BRA | V     | Juan                |
| 5  | BRA | V     | Wellington          |
| 14 | BRA | V     | Ernando             |
| 16 | BRA | V     | Alan Ruschel        |
| 25 | BRA | V     | Paulão              |
| 26 | BRA | V     | Alan                |
| 41 | BRA | V     | Cláudio Winck       |
| —  | BRA | V     | Réver               |
| 6  | BRA | KP    | Fabrício            |
| 10 | ARG | KP    | Andrés D'Alessandro |
| 12 | BRA | KP    | Alex                |
| 18 | ARG | KP    | Carlos Luque        |

| #  |     | Poszt | Név             |
| -- | --- | ----- | --------------- |
| 28 | BRA | KP    | Anderson        |
| 29 | BRA | CS    | Valdívia        |
| —  | BRA | KP    | Gerferson       |
| —  | BRA | KP    | Léo             |
| —  | BRA | KP    | Bertotto        |
| —  | BRA | KP    | Nilton          |
| —  | BRA | KP    | Rodrigo Dourado |
| —  | BRA | KP    | Alisson Farias  |
| 7  | BRA | CS    | Nilmar          |
| 11 | BRA | CS    | Rafael Moura    |
| 23 | BRA | CS    | Jorge Henrique  |
| 31 | BRA | KP    | Eduardo Sasha   |
| —  | BRA | CS    | Bruno Gomes     |
| —  | BRA | CS    | Maurides        |
| —  | BRA | CS    | Taiberson       |
| —  | BRA | CS    | Vitinho         |